# 塞尔农
塞尔农（法語：Cernon，法語發音：[sɛʁnɔ̃]）是法国汝拉省的一个市镇，位于该省南部，属于隆斯勒索涅区。

## 地理
塞尔农（46°24'11"N, 5°38'59"E）面积16.45 平方千米，位于法国勃艮第-弗朗什-孔泰大區汝拉省，该省份为法国东部内陆省份，北起上索恩省，西北接科多尔省，西临索恩-卢瓦尔省，南至安省，东与杜省和瑞士接壤。
与塞尔农接壤的市镇（或旧市镇、城区）包括：萨罗尼亚、阿兰托、莱克特、奥诺、韦斯克勒、瓦尔赞-昂珀蒂特蒙塔涅。

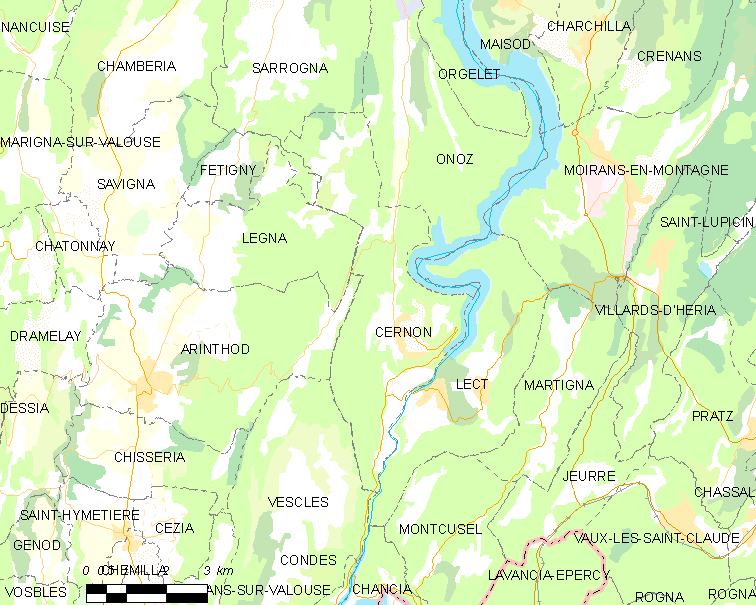
塞尔农的OSM定位图

塞尔农的时区为UTC+01:00、UTC+02:00（夏令时）。

## 行政
塞尔农的邮政编码为39240，INSEE市镇编码为39086。

## 政治
塞尔农所属的省级选区为穆瓦朗昂蒙塔涅县。

## 人口

1962-2008年间塞尔农人口变化图示

塞尔农于2022年1月1日时的人口数量为234人。